# Saint-Hilaire-des-Landes
Saint-Hilaire-des-Landes é uma comuna francesa na região administrativa da Bretanha, no departamento Ille-et-Vilaine. Estende-se por uma área de 18,27 km². Em 2010 a comuna tinha 1 052 habitantes (densidade: 57,6 hab./km²).